# Charles Leong
"Charles" Leong Hon Chio (Zhuhai, China, 12 september 2001) is een Macaus autocoureur.

## Carrière
Leong begon zijn autosportcarrière in het karting in 2011 en werd 26e in de Mini ROK-klasse in het Aziatische kartkampioenschap. Tussen 2013 en 2016 won hij diverse nationale en continentale kampioenschappen, waaronder in Hong Kong, Macau en China.
In 2016 maakte Leong de overstap naar het formuleracing en maakte zijn Formule 4-debuut in het Chinese Formule 4-kampioenschap als gastrijder bij het Asia Racing Team. Hij won één race op het Sepang International Circuit en eindigde in hetzelfde raceweekend nog eenmaal op het podium. Ook reed hij dat jaar in de Formula Masters China bij de teams Champ Motorsport en DP Motorsport. Hij behaalde twee podiumplaatsen op Sepang en werd zevende in het kampioenschap met 62 punten.
In 2017 reed Leong het volledige seizoen in de Chinese Formule 4 bij het BlackArts Racing Team. Hij won twaalf van de zeventien races waaraan hij deelnam en werd met 345 punten met overmacht kampioen in de klasse. Daarnaast reed hij voor BlackArts eveneens in de Aziatische Formule Renault. Hij won twee races op het Zhuhai International Circuit en voegde hier op het Shanghai International Circuit nog twee zeges aan toe. Met 245 punten sloot hij deze klasse ook als kampioen af.
In 2018 maakte Leong zijn Formule 3-debuut in het nieuwe Aziatische Formule 3-kampioenschap, waarin hij uitkwam voor het team Dragon HitechGP. Tijdens het eerste raceweekend in Sepang behaalde hij direct twee podiumplaatsen. Daarnaast keerde hij voor twee raceweekenden terug in de Aziatische Formule Renault bij het Asia Racing Team, waarbij hij een race won op het Ningbo International Circuit en nog twee zeges behaalde in Zhuhai. Ook maakte hij dat jaar zijn debuut in het Europees Formule 3-kampioenschap bij Hitech tijdens het raceweekend op Silverstone, waarin zijn beste resultaat een negentiende plaats in de eerste race was.